# Alta-konflikten

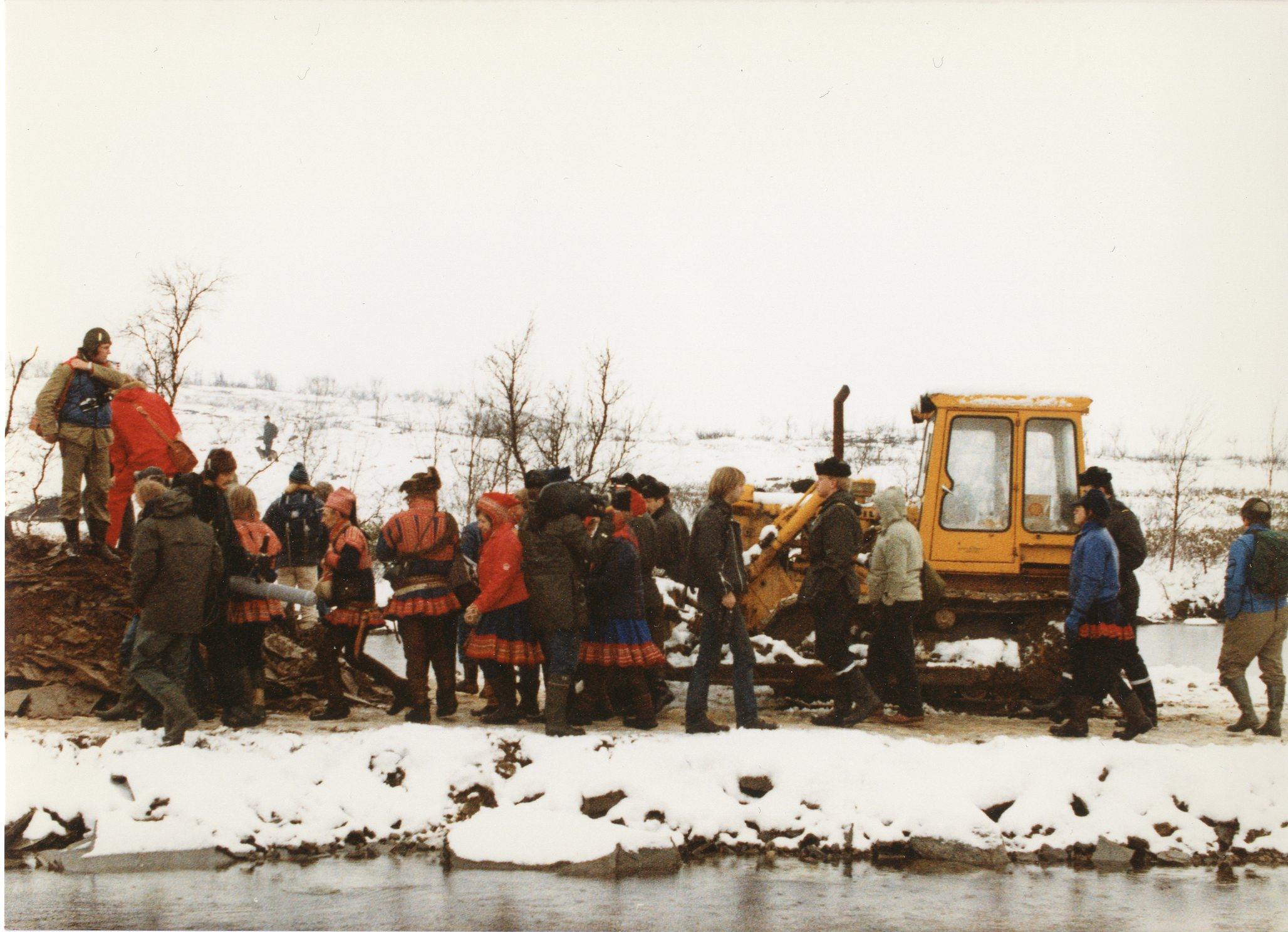
Folkeaksjonen mot Altautbyggingen

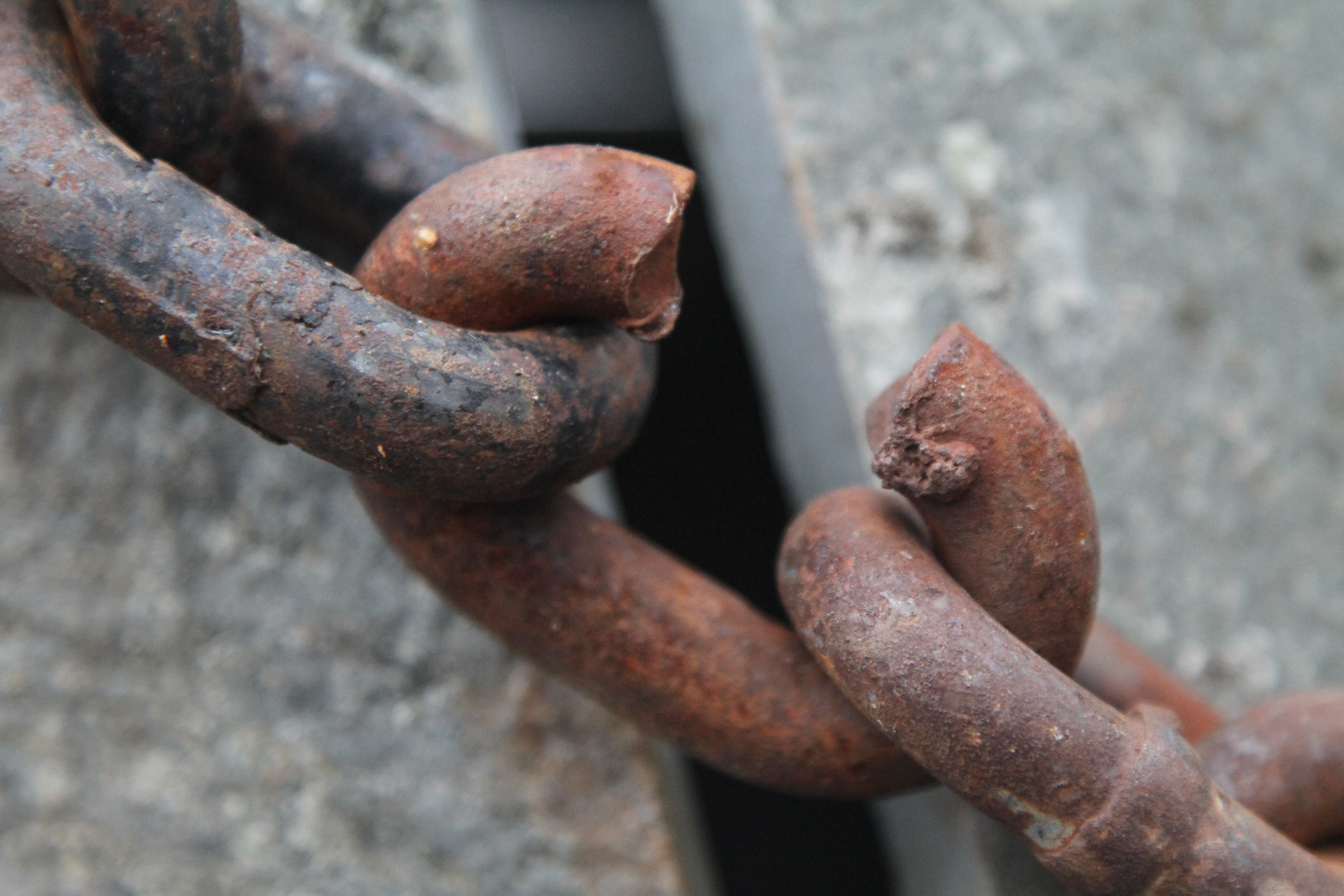
Avklippt länk från '"Nullpunktet" i Stilla, på Elvereddernes skifferminnesmärke vid Gargia fjellstue

Alta-konflikten var en strid om vattenkraftsutbyggnad av Alta-Kautokeinoälvarna i Finnmark fylke i Norge under 1970- och 1980-talet.
Från 1968 planerades ett kraftverk vid sammanflödet av Kautokeinoälven i  Altaälven. I planerna låg då att dämma upp älven och lägga bebyggelsen i Máze, bland annat kyrkan, under vatten. Även stora renbetesområden berördes. 1970 upptäckte Trygve Lund Guttormsen detta efter att han bett att fått ut ritningar för det nya avloppssystemet som skulle planläggas i den lilla byn Masi. Efter denna upptäckt inleddes motståndet mot uppdämningen av Altaälven.
En koncessionsansökan, av betydligt mindre omfattning inlämnades 1974, viken godkändes av Stortinget den 30 november 1978 med 90 röster mot 36. I ett första skede innebar motståndet från lokala invånare att de vände sig mot statliga Norges vassdrags- og energidirektorats planer på att bygga ut vattenkraften. I ett senare skede, efter norska myndigheters ändrade planer på att skona bostadsbebyggelsen istället ett motstånd i form av en landsomfattande folkaktion med 90 lokala avdelningar och 20.000 medlemmar.
Folkeaksjonen mot utbygging av Alta-Kautokeinovassdraget började 1979 med passivt motstånd mot anläggningsarbetet. En första civil olydnadsaktion ägde rum den 5 juli 1979, då demonstranter satte sig på vägen ner för att hindra arbetsmaskinernas framfart. Detta fortsatte till mitten av oktober, då folk från hela landet rest dit för att deltaga. 
Odvar Nordlis regering funderade 1979 på att sätta in militären mot demonstranterna. Thorvald Stoltenberg meddelade att han skulle avgå som försvarsminister om aktionen blev av. Den norska försvarsmakten fick besked i sista stund om att operationen var inställd.
Den 18 oktober 1980 reste en grupp samer tält framför Stortinget och inledde en hungerstrejk. Den 14 januari 1981 sattes den ditintills största polisstyrkan i Norges historia (600 poliser, en tiondedel av landets polisstyrka) in för att avlägsna aktivister från "nollpunkten" på anläggningsvägen i Stilla i Tvärälvsdalen. Denna händelse återges i konstnären Britta Marakatt-Labbas verk Kråkorna.
Sett från statens sida gällde frågan om att genomföra ett av Stortinget fattat beslut. På aktivisternas sida fanns flera aspekter. Samer och många andra betraktade vattenkraftutbyggnaden som ett övergrepp från majoritetsbefolkningen på den samiska minoriteten. Miljörörelsen såg frågan som en symbolfråga för storskalig utbyggnad och bevarande av laxens lekområden. I konflikten låg också frågor om skydd av kulturminnen. 
Aktionen avbröts den 24 januari 1982, då Folkeaksjonen insåg att slaget var förlorat. I slutet av februari 1982 fastslog Høyesterett att Stortingets beslut var lagligt. 
Kraftverksbygget genomfördes som planerat, och Alta kraftverk togs i drift i maj 1987.